# CA Estudiantil Porteño
A CA Estudiantil Porteño egy argentin labdarúgócsapat Ramos Mejía városában. A egyesületet 1902. szeptember 6-án alapították. A csapat 1938 óta nem szerepel labdarúgó-bajnokságban. Színeik a kék és a piros voltak.
Kétszer nyerték meg az első osztályt: 1931-ben és 1934-ben.

## Sikerek
Primera División
- Bajnok (2): 1931, 1934

## Fordítás
Ez a szócikk részben vagy egészben  az   Estudiantil Porteño című angol Wikipédia-szócikk fordításán alapul.  Az eredeti cikk szerkesztőit annak laptörténete sorolja fel. Ez a jelzés csupán a megfogalmazás eredetét és a szerzői jogokat jelzi, nem szolgál a cikkben szereplő információk forrásmegjelöléseként.